# Polsko na Letních olympijských hrách 1980
Polsko na Letních olympijských hrách 1980 v Moskvě reprezentovalo 306 sportovců, z toho 232 mužů a 74 žen. Nejmladší účastnicí byla gymnastka Anita Jokiel (13 let, 232 dní), nejstarším pak sportovní střelec Józef Zapędzki (51 let, 136 dní). Reprezentanti vybojovali 32 medailí, z toho 3 zlaté, 14 stříbrných a 15 bronzových.

## Medailisté
| Medaile | Jméno                                                                              | Sport      | Disciplína                       |
| ------- | ---------------------------------------------------------------------------------- | ---------- | -------------------------------- |
| Zlato   | Jan Kowalczyk                                                                      | jezdectví  | parkurové skákání jednotlivci    |
| Zlato   | Władysław Kozakiewicz                                                              | atletika   | Muži skok o tyči                 |
| Zlato   | Bronisław Malinowski                                                               | atletika   | Muži 3000 m překážek             |
| Stříbro | Roman Bierła                                                                       | zápas      | muži řecko-římský do 100 kg      |
| Stříbro | Janusz Bobík Wiesław Hartman Jan Kowalczyk Marian Kozicki                          | jezdectví  | parkurové skákání družstva       |
| Stříbro | Jan Dołgowicz                                                                      | zápas      | muži řecko-římský do 82 kg       |
| Stříbro | Leszek Dunecki Zenon Licznerski Marian Woronin Krzysztof Zwoliński                 | atletika   | Muži štafeta 4 × 100 m           |
| Stříbro | Małgorzata Dłużewska Czesława Kościańska                                           | veslování  | ženy dvojka bez kormidelníka     |
| Stříbro | Piotr Jabłkowski Andrzej Lis Mariusz Strzałka Leszek Swornowski Ludomir Chronowski | šerm       | muži kord družstev               |
| Stříbro | Urszula Kielanová                                                                  | atletika   | Ženy skok vysoký                 |
| Stříbro | Czesław Lang                                                                       | cyklistika | muži silniční individuální závod |
| Stříbro | Józef Lipień                                                                       | zápas      | muži řecko-římský do 57 kg       |
| Stříbro | Paweł Skrzecz                                                                      | box        | muži lehká těžká váha (81 kg)    |
| Stříbro | Tadeusz Ślusarski                                                                  | atletika   | Muži skok o tyči                 |
| Stříbro | Władysław Stecyk                                                                   | zápas      | muži volný styl do 52 kg         |
| Stříbro | Andrzej Supron                                                                     | zápas      | muži řecko-římský do 68 kg       |
| Stříbro | Jacek Wszoła                                                                       | atletika   | Muži skok vysoký                 |
| Bronz   | Kazimierz Adach                                                                    | box        | muži lehká váha (60 kg)          |
| Bronz   | Aleksander Cichoń                                                                  | zápas      | muži, volný styl do 90 kg        |
| Bronz   | Agnieszka Czopek                                                                   | plavání    | ženy 400 m polohový závod        |
| Bronz   | Tadeusz Dembończyk                                                                 | vzpírání   | muži do 56 kg                    |
| Bronz   | Krzysztof Kosedowski                                                               | box        | muži pérová váha (57 kg)         |
| Bronz   | Lech Koziejowski Adam Robak Marian Sypniewski Bogusław Zych                        | šerm       | muži fleret družstev             |
| Bronz   | Ryszard Kubiak Grzegorz Nowak Ryszard Stadniuk Grzegorz Stellak Adam Tomasiak      | veslování  | muži čtyřka s kormidelníkem      |
| Bronz   | Lucyna Langerová                                                                   | atletika   | Ženy 100 m překážek              |
| Bronz   | Janusz Pawłowski                                                                   | judo       | Muži do 65 kg                    |
| Bronz   | Tadeusz Rutkowski                                                                  | vzpírání   | muži nad 110 kg                  |
| Bronz   | Jerzy Rybicki                                                                      | box        | muži střední váha (75 kg)        |
| Bronz   | Adam Sandurski                                                                     | zápas      | muži volný styl nad 100 kg       |
| Bronz   | Marek Seweryn                                                                      | vzpírání   | muži do 60 kg                    |
| Bronz   | Kazimierz Szczerba                                                                 | box        | muži welterová váha (67 kg)      |
| Bronz   | Barbara Wysoczańská                                                                | šerm       | ženy fleret                      |